# Чемпіонат Швеції з футболу 1914—1915
Svenska Mästerskapet 1915 — чемпіонат Швеції з футболу. Проводився за кубковою системою. У чемпіонаті брали участь 28 клубів. 
Чемпіоном Швеції став клуб «Юргорден» ІФ (Стокгольм).

## Півфінал
3 жовтня 1915 «Юргорден» ІФ (Стокгольм) — АІК Стокгольм 2:1
3 жовтня 1915 «Ергрюте» ІС (Гетеборг) — ІФК Ескільстуна 4:0

## Фінал
17 жовтня 1915 «Юргорден» ІФ (Стокгольм) — «Ергрюте» ІС (Гетеборг) 4:1
——————————————————————————————————————————
Svenska Serien 1914/15 — змагання з футболу у форматі вищого дивізіону. У турнірі брали участь 5 клубів.

## Підсумкова таблиця
|   | Команда                   | І | В | Н | П | М       | О  |
| - | ------------------------- | - | - | - | - | ------- | -- |
| 1 | ІФК Гетеборг              | 8 | 6 | 0 | 2 | 25 : 11 | 12 |
| 2 | AIK Стокгольм             | 8 | 5 | 0 | 3 | 30 : 15 | 10 |
| 3 | «Ергрюте» ІС (Гетеборг)   | 8 | 5 | 0 | 3 | 22 : 18 | 10 |
| 4 | «Юргорден» ІФ (Стокгольм) | 8 | 3 | 1 | 4 | 17 : 18 | 7  |
| 5 | ІФК Норрчепінг            | 8 | 0 | 1 | 7 | 7 : 37  | 1  |